# Byczicha (Kraj Chabarowski)
Byczicha (ros. Бычиха) – wieś w Rosji, w Kraju Chabarowskim, w rejonie chabarowskim. W 2021 liczyła 1711 mieszkańców.